# Face amour / Face amère
Albums de Daniel Balavoine
Le Chanteur
(1978) Un autre monde
(1980)
Singles
1. Me laisse pas m'en aller
Sortie : Septembre 1979
2. Dancing Samedi
Sortie : Janvier 1980
3. Tu me plais beaucoup
Sortie : Février 1980

Face amour / Face amère est le quatrième album de Daniel Balavoine. Il sort en octobre 1979. Sur cet album, Balavoine est crédité avec le groupe de musiciens Clin d'Œil, qui l'accompagne depuis Les Aventures de Simon et Gunther..., deux ans plus tôt,.
Ce disque se vendra à 130 000 exemplaires.
Ce disque n'a pas véritablement remporté le succès. Un an seulement après la chanson Le Chanteur, ancrée désormais à part entière dans la culture française, l'album a souffert du cannibalisme de ce tube dont les ventes étaient encore importantes. La chanson Me laisse pas m'en aller, construite sur le même moule que Le Chanteur, n'obtiendra pas le succès escompté par rapport à cette dernière :  plus de 100 000 exemplaires vendus en 45 tours pour le premier, contre plus de 500 000 pour le second. L'album est cependant de qualité. Les mélodies épurées et subtilement interprétées de Ces petits riens ainsi que les solos de guitare déchaînées de Rougeagèvre apporteront leurs minimum de succès. Un album « un peu sinistre » confessera Balavoine. Ainsi dans la chanson Face amour / Face amère, il chante « le droit au désespoir ».

## Liste des chansons
Toute la musique est composée par Daniel Balavoine.
| No  | Titre                                            | Paroles           | Durée |
| --- | ------------------------------------------------ | ----------------- | ----- |
| 1.  | Face amour / Face amère                          | Daniel Balavoine  | 2:04  |
| 2.  | Toi et moi                                       | Patrick Dulphy    | 2:50  |
| 3.  | Me laisse pas m'en aller                         | Daniel Balavoine  | 3:34  |
| 4.  | Love Linda                                       | Daniel Balavoine  | 3:50  |
| 5.  | Tu me plais beaucoup                             | Daniel Balavoine  | 3:45  |
| 6.  | Ces petits riens                                 | Daniel Balavoine  | 3:29  |
| 7.  | Dancing Samedi                                   | Daniel Balavoine  | 3:20  |
| 8.  | Pauvre Bobby (chanté par le batteur Roger Secco) | Roger Secco       | 3:20  |
| 9.  | Drôle de galaxie                                 | Bernard Balavoine | 3:03  |
| 10. | Rougeagèvre                                      | Daniel Balavoine  | 5:01  |

## Musiciens
Balavoine est accompagné par le groupe Clin d'Œil, composé de :
- Patrick Dulphy, guitares acoustiques
- Hervé Limeretz, claviers
- Roger Secco, batterie et chant
- Bernard Serre, guitare basse, chant et micro-synthétiseur
- Colin Swinburne, guitares électriques
- Patrick Bourgoin, cuivres
- Jean-Paul Batailley, batterie, percussions
- Guy Balavoine, chœurs
- Andy Scott, prise de son, réalisation